# Адана (вилает)
Адана (на турски: Adana) е вилает в Южна Турция с площ 14 030 км2 и население 2 006 650 души (2007). Административен център е град Адана.

## География

### Климат
Към днешна дата най-високата температура е 50 °C а най-ниската температура е -7 °C. В планинските райони и равнини в провинция варира в климата с топъл и сух типично средиземноморски климат и топла и дъждовна зима. Обикновено под формата на сняг пада във високи валежи.

## Административно деление
Вилаета е разделен на 14 общини.

## Население
Населението през 2007 година е 2 006 650 души, от тях 1 222 257 души живеят в градовете, средната гъстота е 140.76 души/км2, населението на провинцията нараства с 0,36% годишно, 65% от населението е заето в селското стопанство.
Численост на населението според преброяванията през годините:
| Година | Численост |
| 1990   | 1 549 233 |
| 2000   | 1 849 478 |
| 2011   | 2 102 375 |

## Икономика
През вилаета преминава и петролопровод идващ от град Баку достигащ Средиземно море. Има ВЕЦ в реката над град Адана.

### Земеделие
Вилает Адана е важен селскостопански район в Турция основно за производството на памук, отглеждат се също пшеница, ечемик, грозде, цитрусови плодове, маслини, тютюн.